# Nati nel 1297
| Questa pagina contiene informazioni ricavate automaticamente dalle voci biografiche con l'ausilio del template Bio e di un bot. L'aggiornamento è periodico e automatico e ricostruisce completamente la pagina. Se manca una persona in questa lista, sei pregato di non aggiungerla, ma accertati piuttosto che la sua voce biografica contenga il template Bio e che i dati anagrafici siano correttamente compilati. Se il template Bio manca, inseriscilo tu stesso o, in alternativa, metti l'avviso {{tmp\|Bio}} che ne segnala la mancanza. Se i dati riportati sono sbagliati, correggi direttamente la voce biografica; le modifiche saranno visibili in questa lista entro pochi giorni. Per chiarimenti vedi il progetto biografie. La lista contiene solo le 10 persone che sono citate nell'enciclopedia e per le quali è stato implementato correttamente il template Bio. Pagina aggiornata al 10 ago 2025. |

- 25 marzo - Ernesto di Pardubice, arcivescovo cattolico ceco († 1364)
- 25 marzo - Andronico III Paleologo, imperatore bizantino († 1341)
- 14 agosto - Hanazono, imperatore giapponese († 1348)
- Bernardo Canaccio, poeta italiano
- Carlo II d'Alençon, condottiero francese († 1346)
- Ingeborg di Norvegia, nobile norvegese († 1357)
- Giovanna di Taranto, regina († 1323)
- Luigi di Borgogna, re († 1316)
- Ottone VI di Weimar-Orlamünde, nobile tedesco († 1340)
- Margaret Wake, nobildonna britannica († 1349)